# Министерство водного хозяйства КНР
Министерство водного хозяйства КНР является исполнительным органом Центрального народного правительства и отвечает за управление водными ресурсами в Китае.
Это один из нескольких министерств Государственного Совета Китайской Народной Республики которые управляют водными ресурсами.
Есть несколько органов, ответственных за управление водными ресурсами в Китае. Загрязнение воды является обязанностью органов охраны окружающей среды, но и сама вода находится в ведении Министерства водных ресурсов. Канализация находится в ведении Министерства жилищного строительства и развития городских и сельских районов, но грунтовые воды подпадают в область Министерства земельных и природных ресурсов.

## Администрация
Министерство водных ресурсов состоит из следующих департаментов и управлений:
| Департамент | Департамент                                                                      | Круг обязанностей |
| ----------- | -------------------------------------------------------------------------------- | --- |
| 1           | Главное управление                                                               | координация деятельности между различными ведомствами                                                                      |
| 2           | Отдел планирования и программирования развития национальных водных ресурсов      | планы развития |
| 3           | Отдел по вопросам политики                                                       | права и правила разработки водохозяйственной политики и соответствующих норм и правил                                      |
| 4           | Отдел по управлению водными ресурсами                                            | выдача разрешений на вытяжки водных систем, система оплаты                                                                 |
| 5           | Отдел экономики и финансов                                                       | экономические меры регулирования водного хозяйства                                                                         |
| 6           | Департамент управления персоналом                                                | оплата труда и заработной платы                                                                                            |
| 7           | Департамент международного сотрудничества, науки и технологий                    | развитие науки и технологий в водной отрасли и управление иностранными делами в отрасли                                    |
| 8           | Департамент строительства и управления                                           | разработка норм и правил и технических стандартов для управления и охраны водных районов                                   |
| 9           | Департамент защиты водных угодий и почв                                          | защита водных угодий и почв                                                                                                |
| 10          | Департамент ирригации, дренажа и водоснабжения сельских районов                  | разработка политики и программ в отношении сельских водных ресурсов и разработки соответствующих спецификаций и стандартов |
| 11          | Офис Национального контроля за наводнениями и штаб-квартира контроля за засухами | организация общенациональной деятельности по борьбе с наводнениями и засухой                                               |